# Racing Club Narbonnais
El RC Narbonne es un club de rugby de Francia de la ciudad de Narbona de la región de Occitania.
Actualmente juega en la Nationale 1, la tercera división profesional de rugby de Francia.

## Historia
El primer título del club fue en 1936 luego de vencer 6 a 3 al equipo de Montferrand, luego en 1979 obtuvo su segundo campeonato.
Durante su participación en la primera división de Francia ha obtenido dos campeoantos y tres segundos lugares.
Mientras que en las copas nacionales ha obtenido una Copa de Francia en 1985, y el trofeo Yves du Manoir en nueve ocasiones, siendo el equipo más exitoso en dicha competición.
Su mejor participación a nivel internacional fue el subcampeonato de la European Challenge Cup 2000-01 luego de ser derrotado en la final por el equipo inglés de Harlequins FC por un marcador de 42 a 33.

## Palmarés

### Torneos internacionales
- Subcampeón European Challenge Cup (1): 2000–01

### Torneos nacionales
- Campeonato de Francia (2) : 1935-36, 1978-79
- Copa de Francia (2) : 1985
- Desafío Yves du Manoir (9) : 1968, 1973, 1974, 1978, 1979, 1984. 1989. 1990, 1991.
- Subcampeón Top 14 (3): 1931-32, 1932-33, 1973-74

## Jugadores destacados
| - Ignacio Corleto - Mario Ledesma - Gonzalo Longo - Gonzalo Quesada - Martin Scelzo - René Araou - Jean-Michel Benacloï - Laurent Bénézech - Gérard Bertrand - Étienne Bonnes - Julien Candelon - Aimé Cassayet-Armagnac - Didier Codorniou - Patrick Estève - Jean-Pierre Hortoland - Christian Labit - Jo Maso - Olivier Merle - Lucien Mias - Lucien Pariès - Jean-Baptiste Poux | - Francois Sangalli - Henri Sanz - Claude Spanghero - Walter Spanghero - Franck Tournaire - Federico Pucciariello - Alessandro Stoica - Massimo Giovanelli - Marco Bortolami - Tiberiu Brînză - Gabriel Vlad - Jerry Collins - Karl Tu'inukuafe - Willem De Waal - Louis Koen - Bryan Redpath - Stuart Reid - Luke Hume - Gareth Llewellyn |